# (3899) Wichterle
(3899) Wichterle es un asteroide perteneciente al cinturón de asteroides, descubierto el 17 de septiembre de 1982 por Marie Mahrová desde el Observatorio Kleť, České Budějovice, República Checa.

## Designación y nombre
Designado provisionalmente como 1982 SN1. Fue nombrado Wichterle en honor al químico, profesor e inventor checoslovaco Otto Wichterle.